# Филарет (Булеков)
Архимандри́т Филаре́т (в миру Алекса́ндр Влади́мирович Буле́ков; род. 31 декабря 1967, Москва) — священнослужитель Русской православной церкви, архимандрит, заместитель председателя отдела внешних церковных связей Московского патриархата (с 2011), публицист. Автор многочисленных аналитических публикаций, интервью и заявлений.

## Биография
Родился 31 декабря 1967 года в Москве.
В 1984 году окончил физико-математическую школу № 2 в Москве. В 1984—1990 годах — студент физического факультета Московского государственного университета.
С 1988 по 1991 год работал сотрудником Издательского отдела Московского патриархата.
В 1991 году поступил в Московскую духовную семинарию, в 1998 году окончил Московскую духовную академию. За диссертацию на тему «История и современное положение Маронитской Церкви» в 1999 году был удостоен степени кандидата богословия.
С 1991 по 1993 год был научным сотрудником сектора межхристианских отношений Отдела внешних церковных сношений (ОВЦС) Московского патриархата. С 1993 по 1996 год занимал должность заведующего службой коммуникации ОВЦС МП.
14 июля 1996 года был хиротонисан во диакона.
С 1997 по 1999 год нёс послушание секретаря представительства патриарха Московского и всея Руси при патриархе Антиохийском и всего Востока в Дамаске.
19 июля 2000 года решением Священного синода Русской православной церкви по рукоположении в сан пресвитера назначен настоятелем прихода преподобного Сергия Радонежского в городе Иоханнесбурге. 6 августа того же года хиротонисан во пресвитера. 27 августа того же года пострижен в иночество с наречением имени Филарет в честь святителя Филарета (Дроздова), митрополита Московского.
С 2000 по 2004 год — настоятель русского прихода в составе Йоханнесбургской митрополии Александрийского патриархата в пригороде Йоханнесбурга, ЮАР. 2 марта 2003 года в новопостроенном храме Сергия Радонежского в пригороде Йоханнесбурга митрополитом Кириллом (Гундяевым) возведён в сан игумена.
25 марта 2004 года решением Священного синода направлен во Францию представителем Русской православной церкви при Совете Европы и на должность настоятеля прихода Всех Святых в Страсбурге с освобождением от должности настоятеля Сергиевского прихода в Йоханнесбурге.
22 марта 2011 года решением Священного синода назначен заместителем председателя ОВЦС Московского патриархата.
6 октября 2011 года назначен настоятелем храма Казанской иконы Божией Матери на Калужской площади.
28 апреля 2013 года в кафедральном соборном Храме Христа Спасителя в Москве по представлению митрополита Волоколамского Илариона патриархом Кириллом возведён в сан архимандрита.
22 октября 2015 года патриархом Кириллом был включён в список членов оргкомитета Архиерейского собора 2016 года.
1 февраля 2017 года решением Священного синода включён в состав образованного тогда же организационного комитета по реализации программы общецерковных мероприятий к 100-летию начала эпохи гонений на Русскую православную церковь.
С 8 декабря 2020 года член комиссии Межсоборного присутствия по богословию и богословскому образованию.

## Санкции
23 января 2023 года, на фоне вторжения России на Украину, был внесён  в санкционный список Украины за «пропаганду и поддержку войны против Украины».

## Награды
Светские
- Орден Дружбы (17 мая 2016 года) — за большой вклад в развитие духовной культуры и укрепление дружбы между народами[15][16].

Церковные
- Орден Святого благоверного князя Даниила Московского III степени (1996 год).
- Памятный наперсный крест с надписью «Во внимание к усердным трудам на благо Святой Церкви и в связи с 70-летием ОВЦС» (2016 год)[17].
- право служения Божественной литургии с отверстыми царскими вратами до «Херувимской песни» (21 апреля 2019)[18]
- Орден Преподобного Серафима Саровского II степени[19].

## Публикации
статьи
- Митрополит Литовский и Виленский Иосиф (1798—1868) // Журнал Московской Патриархии. М., 1990. — № 3. — С. 21—25.
- Торжества в обители аввы Сергия // Журнал Московской Патриархии. М., 1990. — № 10. — С. 12-14. (в соавторстве с В. Чаплиным)
- О Маронитской Церкви // Альфа и Омега. М., 1999. — № 3(21). — С. 346—372; № 4 (22). — С. 301—330, 2000. — № 1 (23). — С. 322—350.
- Митрополит Евлогий и общественно-религиозная дискуссия в Европе первой половины XX века // Церковно-исторический вестник. 2005—2006. — № 12-13 — С. 78—86
- Новое открытие христианства и Европы: взгляд из России // Новая Европа. 2006. — № 18 — С. 66—76
- Сотрудничество православных и католиков в работе с европейскими международными организациями // Церковь и время. 2006. — № 3 (36). — С. 51—62
- Эволюция понятия прав человека: поиск диалога // Церковь и время. 2006. — № 37. — C. 15—24.
- Грузино-российский конфликт: Преодолеть «блоковое мышление». Комментарий игумена Филарета (Булекова), представителя РПЦ при Совете Европы в Страсбурге. // Свободная Грузия. — Тб., 2008. — 27 сентября. — № 80—81. — С. 6
- О политике межкультурного и межрелигиозного диалога, предложенной государствам и обществу Советом Европы // Церковь и время. — 2009. — № 1 (46). — С. 45—66.
- Религиозный аспект проблематики межкультурного диалога в Европе // Церковь и время. 2009. — № 2 (47). — С. 31—39.
- Межхристианская дискуссия по вопросу о правах человека // Церковь и время. — 2009. — № 3 (48). — С. 35-57.
- Отношение Русской церкви к вопросам национального и государственного строительства // Церковь и время. 2009. — № 4 (49) — С. 29—43.
- Русская Церковь в столице «Большой» Европы // Журнал Московской Патриархии. 2010. — № 10. — С. 56—61.
- Время новой проповеди // Эксперт. 2011. — № 2 (736). — С. 93—95
- «Дело о распятиях в школе»: победа здравого смысла // Журнал Московской Патриархии. 2011. — № 5. — С. 71—74.
- Выступление заместителя председателя ОВЦС архимандрита Филарета (Булекова) на конференции ИППО на полях 28 сессии Совета по правам человека ООН // patriarchia.ru, 6 марта 2015

интервью
- Африканские купола кроют чистым золотом // Известия, 27 декабря 2001
- Мы не замыкаемся в национальных квартирах, но вместе развиваем миссию православия в Европе // interfax-religion.ru, 5 ноября 2009
- Меньшинства должны помнить об ответственности перед обществом // Интерфакс-Религия, 31 октября 2010
- Я никогда не ощущал себя в ЮАР в инокультурной среде // Журнал Московской Патриархии. 2011. — № 8. — С. 69—71.
- Архимандрит Филарет: мы рассматриваем соотечественников как национальное достояние // pravoslavie.ru, 26 декабря 2013